# 18 mai 1959
Le lundi 18 mai 1959 est le 138e jour de l'année 1959.

## Naissances
- Andrzej Serediuk (mort le 14 septembre 2016), coureur cycliste polonais
- Biro Biro, joueur de football brésilien
- Christian Siméon, sculpteur français
- Christiane Jean, actrice française
- Denis Favier
- Didier Quillot
- Gudrun de Pay, coureuse de fond allemande
- Jörg Pose, acteur allemand
- Jay Wells, joueur et entraîneur de hockey sur glace canadien
- Patrick Cham, joueur de basket-ball français
- Rupert Soames
- Sabine Thillaye, femme politique française
- Sergey Lovachov, athlète soviétique

## Décès
- Apsley Cherry-Garrard (né le 2 janvier 1886), explorateur britannique
- Enrique Guaita (né le 15 juillet 1910), footballeur argentin
- Josep Maria López-Picó (né le 14 octobre 1886)
- Pierre Fromont (né le 1er décembre 1896), universitaire français